# A night at the opera (Teitur)
A night at the opera is een livealbum van Teitur Lassen. Teitur zong op 30 november 2008 in de Deense Nationale Opera in Kopenhagen. Hij liet zich daarbij beurtelings begeleiden door een muziekgroep, zanggezelschap en kamerorkest. Opnamen vonden plaats met behulp van de Deense Radio. Daar waar zijn studioalbums nog weleens de Deense albumlijsten haalden, gebeurde dat met dit livealbum niet. De uitgave bevat zowel een compact disc als een dvd.

## Musici
- Teitur Lassen – zang, gitaar
- Derek Murphy – drumstel, percussie
- Mikael Blak – basgitaar
- Nikolaj Torp – toetsinstrumenten, marimba, geluidseffecten
- Het Deens Nationaal Kamerorkest
- Het Deens Nationaal Vocaal Ensemble

## Muziek
| Nr. | Titel                              | Duur |
| --- | ---------------------------------- | ---- |
| 1.  | Ouverture: The ship                | 4:40 |
| 2.  | We still drink the same water      | 6:38 |
| 3.  | The girl I don’t know              | 4:19 |
| 4.  | All my mistakes                    | 4:48 |
| 5.  | Legendary afterparty               | 6:35 |
| 6.  | You should have seen us            | 5:23 |
| 7.  | Great balls of fire                | 4:18 |
| 8.  | Josephine                          | 3:24 |
| 9.  | I was just thinking                | 4:17 |
| 10. | Don’t let me fall in love with you | 9:20 |
| 11. | Start wasting my time              | 5:35 |
| 12. | Letter from Alex                   | 5:29 |
| 13. | The singer                         | 4:42 |